# Camille Garbell
 (juillet 2017).
Pour les articles homonymes, voir Garbell.
Camille Garbell est un sculpteur et peintre français, né le 15 juillet 1945 à Alger. Il est le fils d'Alexandre Garbell.

## Biographie
Camille Garbell est né le 15 juillet 1945. Il a étudié à l'École des arts appliqués à l’industrie (de nos jours l'ENSAAMA). Avant de vivre de sa scultupre, il est assistant metteur en scène.

## Sculpture
Ses œuvres sont exécutées dans la veine du surréalisme, en utilisant des matériaux tels que des métaux, des résines synthétiques et des matières plastiques. Il a également travaillé dans le domaine de la sculpture dite électro-acoustique. Il a montré son travail dans plusieurs expositions à Paris, y compris le Salon d'Automne, Salon de la Jeune Sculpture et le Salon des Réalités Nouvelles. Il a également participé à des Salons à Londres.

## Engagement politique
Camille Garbell appartient à la mouvance écologiste depuis les années 1980. Membre des Verts jusqu'en 1995, puis du Mouvement écologiste indépendant et d'Europe Écologie Les Verts, il a été conseiller municipal de Montry de 2001 à 2008.

## Principales expositions
- 1971 Gallery Buckingham Londres
- 1973 Galerie Poisson d'Or Paris
- 1975 Ortemps Galerie Paris
- 1977 Kunst Galerie Embryo Louvain
- 1978 Maison de la Culture d'Amiens (bijoux) Amiens
- 1981 Galerie le Haut Quartier Montpellier Pezenas Galerie Akka
- 1984 Quinton Fine Art Gallery Londres
- Exposition avec "Hommage à MIRO" Hermittage Gallery Dallas
- Inauguration grande sculpture "Colombe d'Or" Houston
- Espace/Chapelle Marquelet de la Noue Meaux
- 1989 Avant Première, Grande Halle de la Villette Paris
- 1991 Exposition-Vente "Souffle de l'Art" Paris
- 1995 Kaminski Gallery Sydney
- 1996 Lodisay's Sculptures Paris
- 1998 Galerie Laerken Pays-Bas
- 1999 Articoll Gallery Pays-Bas
- 2001 Galerie Lucie Faure de l'Assemblée Nationale Mécénat 2000
- 2001-2002 Galerie « Art Témoin » Megève, Paris, St Tropez